# Медаль Джона фон Неймана
Медаль Джона фон Неймана була започаткована як нагорода комітетом директорів IEEE в 1990 році. Її вручають щорічно «за визначні досягнення в галузі інформатики і технології». Ці досягнення можуть бути теоретичними, технологічними, або підприємницькими, і не обов'язково повинні бути зробленими до дати нагородження. Медаль названа на честь «батька кібернетики» Джона фон Неймана.

## Лауреати
Медаллю Джона фон Неймана були нагороджені такі особи:
- 1992: Гордон Белл[en]
- 1993: Фредерік Брукс
- 1994: Джон Кок
- 1995: Дональд Кнут
- 1996: Карвер Мід[en]
- 1997: Моріс Вілкс
- 1998: Айвен Сазерленд
- 1999: Дуглас Енгельбарт
- 2000: Джон Лерой Геннессі і Девід Паттерсон[en]
- 2001: Батлер Лемпсон
- 2002: Уле-Юган Дал і Крістен Нюгор
- 2003: Альфред Аго
- 2004: Барбара Лісков
- 2005: Майкл Стоунбрейкер
- 2006: Едвін Кетмелл
- 2007: Чарльз Текер
- 2008: Леслі Лампорт
- 2009: Сьюзен Ґрегем[en]
- 2010: Джон Гопкрофт і Джеффрі Ульман
- 2011: Ч.Е.Р. Гоар
- 2012: Едвард Джей Мак-Класьки[en]
- 2013: Джек Деніс[en]
- 2014: Клів Молер[en]
- 2015: Джеймс Гослінг
- 2016: Хрістос Пападімітріу
- 2017: Володимир Вапник
- 2018: Патрік Кузо[en]
- 2019: Ева Тардош
- 2020: Майкл Джордан[en]
- 2021: Джефф Дін
- 2022: Дебора Естрін
- 2023: Том Лейтон[en]
- 2024: Крістофер Девід Меннінг[en]

Існує також Теоретична премія Джона фон Неймана, яку присуджує Інститут дослідження операцій і управління (INFORMS) за внесок в теорію операцій і менеджменту.